# Барбанса (комарка)
Барбанса (исп. El Barbanza,  галис. O Barbanza)  — район (комарка) в Испании, входит в провинцию Ла-Корунья в составе автономного сообщества Галисия.

## Муниципалитеты
1. Бойро
2. Пуэбла-дель-Караминьяль
3. Рианхо
4. Рибейра